# 松浦寿喜
松浦 寿喜（まつうら としき、1958年9月 - ）は、日本の薬学者・食品学者（食品衛生学）。学位は薬学博士（静岡薬科大学・1986年）。武庫川女子大学名誉教授、財団法人日本食品化学研究振興財団評議員。

## 概要

### 生い立ち
1958年に生まれた。静岡薬科大学に進学し、薬学部の製薬学科にて製薬学を中心に学んだ。1981年に卒業し、薬学士の称号を得た。卒業後は静岡薬科大学の大学院に進学し、薬学研究科にて衛生化学を中心に学んだ。1986年に博士課程を修了し、薬学博士の学位を得た。

### 研究者として
大学院を修了した1986年、大塚製薬工場に入社した。以来、研究員として勤務した。1994年、大塚製薬工場を退職し、同年、武庫川女子大学の生活環境学部にて講師に就いた。1998年には、同学部の助教授に昇任した。2006年には、同学部の教授に昇任した。さらに、2020年には食物栄養科学部食創造科学科を創設し、学科長に就任し、2022年には大学院食物栄養科学研究科食創造科学専攻を立ち上げ、専攻長に就任した。
現在は、武庫川女子大学を退職し、名誉教授となっている。また、「合同会社 MOTTO食品衛生」を設立し、社長（代表社員）を務めている。日本食品化学研究振興財団の評議員など、公的団体の役員も兼任している。

## 研究
専門分野は食品衛生学である。特に、食品添加物や食品成分が、どのような影響を消化吸収機能に対して与えるのかを調査、研究している。インターネットの活用にも積極的であり、1998年より「MOTTO！ 食品衛生」と題したウェブサイトを開設し、食品衛生学についての情報を公開している。このウェブサイトに対しては、「食品のサイエンスが小学生にも理解できるサイトとして評価が高い」と指摘されている。なお、2025年4月からは「食の安全」に関連するコンサルタント業務を中心としたサイトに生まれ変わる。
食品添加物の安全性については「一般に危険だと思われている添加物と、研究者がリスクを心配するものにも、大きなずれがあります」と指摘している。一例として合成添加物と天然添加物を挙げて「ほとんどの人は、合成は危なく天然は安心、と感じるようですね」と述べたうえで、「長い間、合成添加物は安全性が厳しく調べられてから認可され、天然添加物は事実上野放しだった」と指摘し「天然添加物の中には、安全性に関する研究が不足しているものが少なくありません」と語っている。また、「食品添加物の多くは安全であり食中毒や腐敗を防止し、おいしくしたり食べやすくし色や風味も魅力的なものにするので、食品を加工・製造するうえでは欠かせない」として、食品添加物のメリットについて一定の理解をしつつ、「栄養価を高める一部の添加物を除けば、人の体にどうしても必要、というわけではない。従って、必要最小限の摂取にとどめる努力をしましょう、というのが私の考え」と述べている。
また、特許関連については、大塚製薬工場在籍時に共同で開発した蛋白代謝改善剤や、武庫川女子大学在籍時に開発したケーキについて、特許庁により出願内容が公開されている。

## 略歴
- 1958年 - 誕生。
- 1981年 - 静岡薬科大学薬学部卒業。
- 1986年 - 静岡薬科大学大学院薬学研究科博士課程修了。
- 1986年 - 大塚製薬工場研究員。
- 1994年 - 武庫川女子大学生活環境学部講師。
- 1998年 - 武庫川女子大学生活環境学部助教授。
- 2006年 - 武庫川女子大学生活環境学部教授。
- 2009年 - 日本食品化学研究振興財団評議員。
- 2020年 - 武庫川女子大学食物栄養科学部食創造科学科教授・学科長
- 2022年 - 武庫川女子大学食物栄養科学研究科食創造科学専攻・専攻長
- 2025年 - 武庫川女子大学名誉教授
- 2025年 - 合同会社MOTTO食品衛生社長（代表社員）

## 著作

### 単著
- 松浦寿喜著『図解入門よくわかる最新食品添加物の基本と仕組み――現代の食卓を支える影の功労者』秀和システム、2008年。ISBN 9784798021027

### 共著
- 宮沢文雄編著、井上喜恵著『食品衛生学』3版、建帛社、2000年。ISBN 9784767902388
- 宮沢文雄・古賀信幸編著、井上喜恵著『食品衛生学』建帛社、2002年。ISBN 9784767902821

### 監修
- 松浦寿喜・松井宏夫監修、ロム・インターナショナル編著『自分でできる買ってもいいものの見分け方』情報センター出版局、1999年。ISBN 9784795815636